# Ombrelle

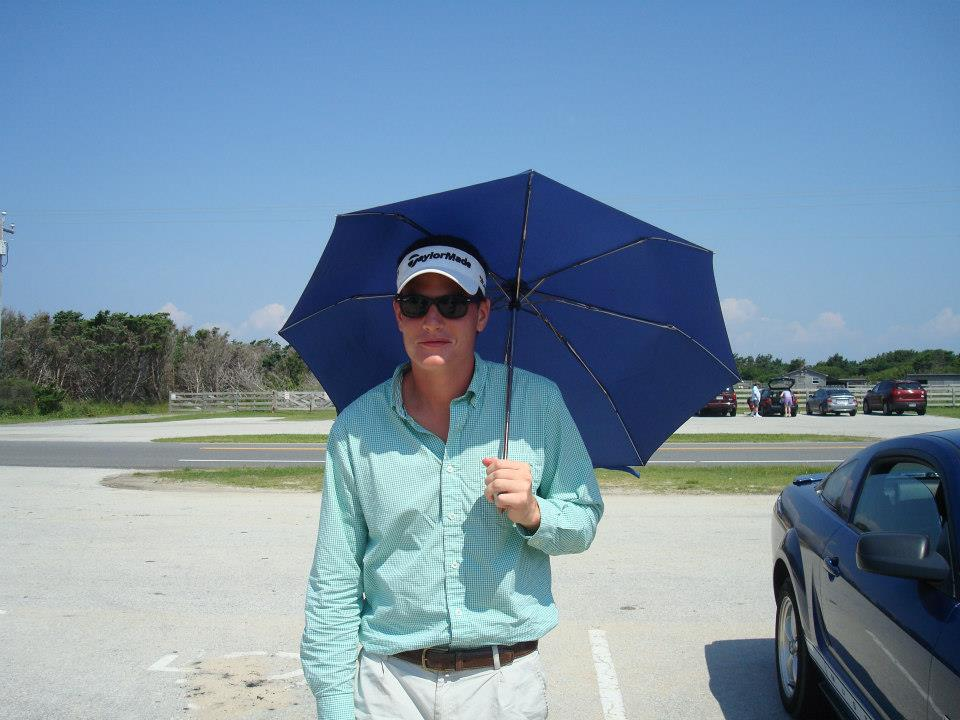
Homme tenant une ombrelle.

Une ombrelle est un dispositif permettant de se protéger du soleil en créant de l'ombre à partir d'un grand écran en tissu tendu au-dessus de l'utilisateur. 
Elle a une forme très similaire au parapluie, qui protège de la pluie,  mais n'est pas forcément imperméable. Contrairement à certains parapluies, l'ombrelle est faite en tissu ou même papier réfléchissant ou plutôt diffusant au maximum le spectre solaire (en particulier les UV-A  et UV-B), de couleur claire (blanc = idéal) de sorte à ne pas absorber le rayonnement solaire qui, pour un corps noir parfait, après avoir été entièrement absorbé serait ré-émis autant vers le haut que vers le bas (c'est-à-dire vers l'utilisateur qui ne ferait que diviser par 2 l'énergie qu'il reçoit!) par rayonnement thermique. Tandis que l'ombrelle ne protège que du rayonnement solaire, en cas de température trop élevée et même sous abri, pour se rafraichir, on peut également utiliser d'autres dispositifs portatifs : l'éventail, ou le mini brumisateur d'eau.
Le parasol est une grande ombrelle en toile épaisse qui n'est pas destinée à être portée déployée par l'utilisateur, mais à être fixée au sol ou dans une table trouée pour accueillir son pied. Il peut être complété en cas d'installation fixe par un brumisateur relié au réseau d'eau et par un ventilateur. Comme il est utilisé en espace ouvert, il ne peut être associé à une climatisation.

## Symbolique

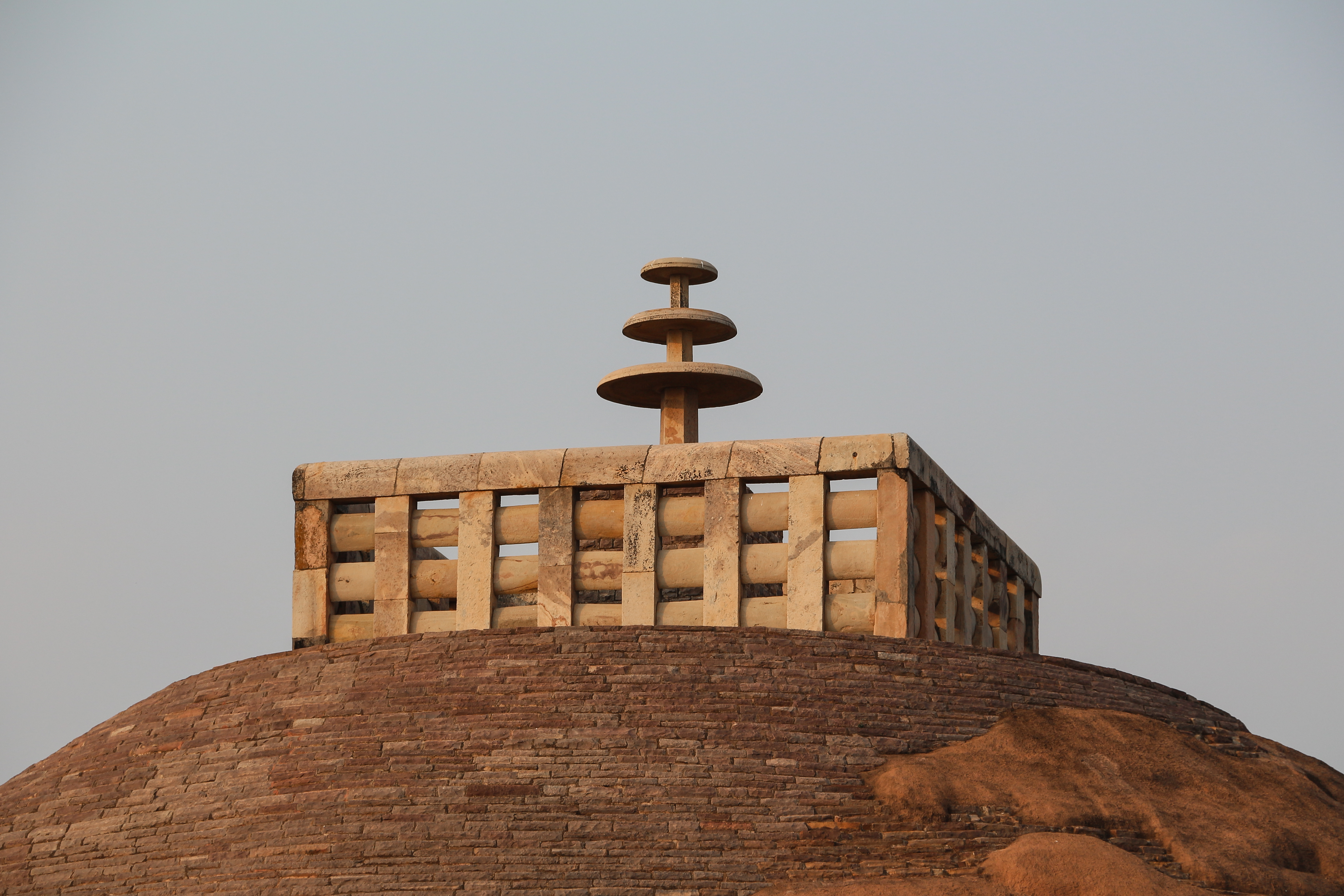
Ombrelles du grand stûpa de Sanchi.

L'ombrelle est un symbole de souveraineté en Asie, entre autres dans les régions de culture bouddhique. Le grand stûpa de Sanchi, remontant au IIIe siècle avant notre ère, est couronné d'un mât portant trois ombrelles superposées. Ces ombrelles, stylisées, couronnent également les stûpas de Birmanie (hti incrustés de pierreries) et le toit de certains temples au Laos et en Thaïlande.
Dans le bouddhisme tibétain, l'ombrelle qui protège de la souffrance fait partie des huit signes auspicieux.
L'ombrelle blanche était un attribut des souverains d'Inde et d'Asie du Sud-Est indianisée, notamment de ceux de Birmanie, du Royaume de Champā et du Laos (elle est représentée par exemple sur les armoiries du Cambodge et sur celles du Laos avant 1975).
Dans l'Antiquité chez les Grecs et les Romains, l'ombrelle était un signe de puissance divine et humaine. L'Église catholique l'utilise sous le terme d'« ombrellinos » pour couvrir le pape et les évêques dans leurs édifices religieux respectifs. Catherine de Médicis l'introduit en France en tant qu'accessoire de mode féminin porté par des pages. En 1712, Anne de Bavière, qui porte une ombrelle en toutes circonstances, créé la mode appelée des « parisiennes ».
Au XIXe siècle, il devient individuel et portatif et s'utilise dans la rue. Les bains de mer sur les plages du Nord, apparus dans les années 1820, amènent l'ombrelle sur les plages, où le teint des bourgeois et aristocrates doit rester pâle (à cette époque et jusqu'à l'entre-deux-guerres, être bronzé était un signe d'appartenance à une classe sociale qui travaille au soleil, donc inférieure), donnant par ailleurs naissance au parasol.

## Miscellanées
Dans l'univers steampunk, les duels d'ombrelles permettent de régler plaisamment des conflits.

## Galerie

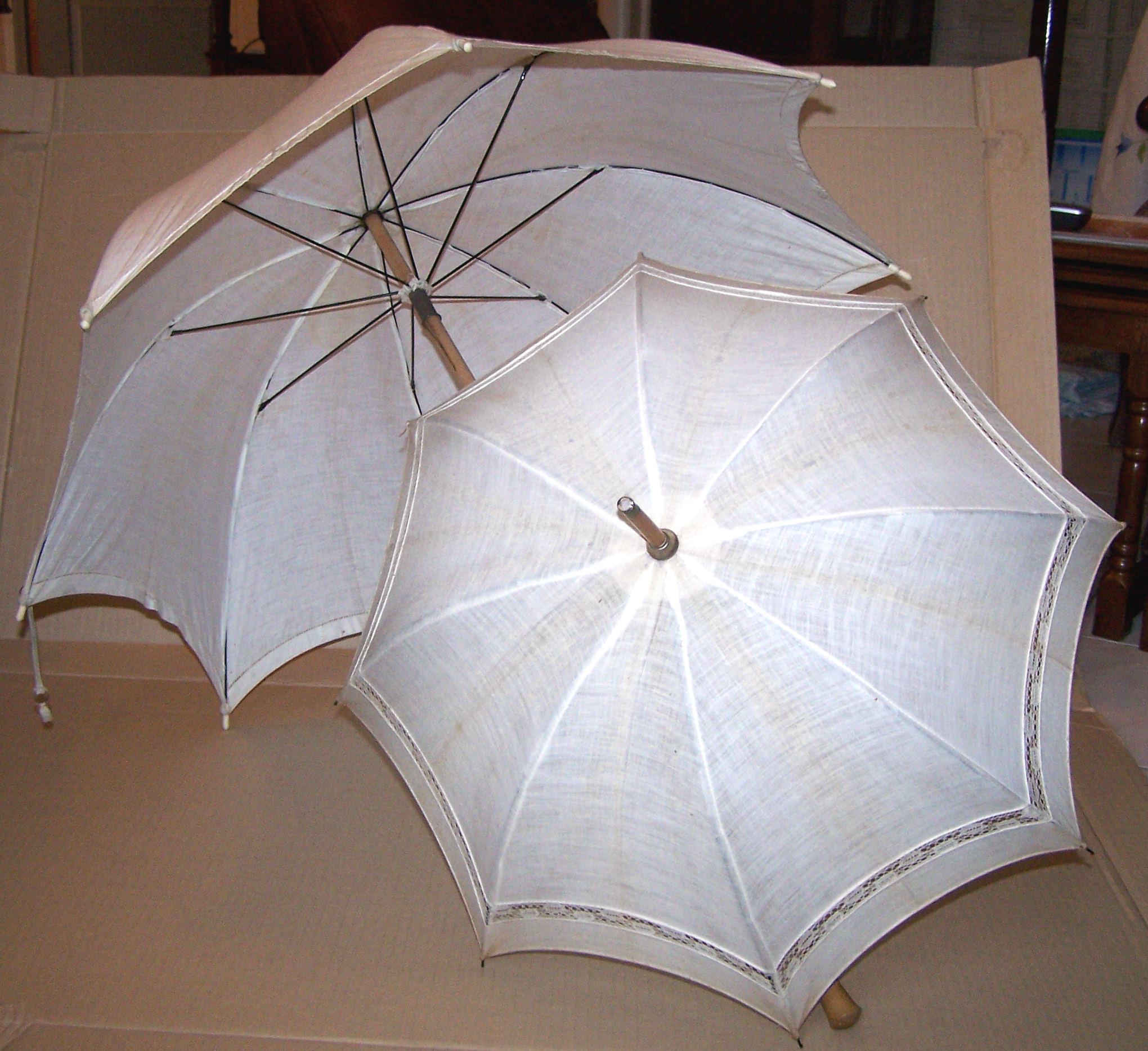
Ombrelle française, début XXe siècle.
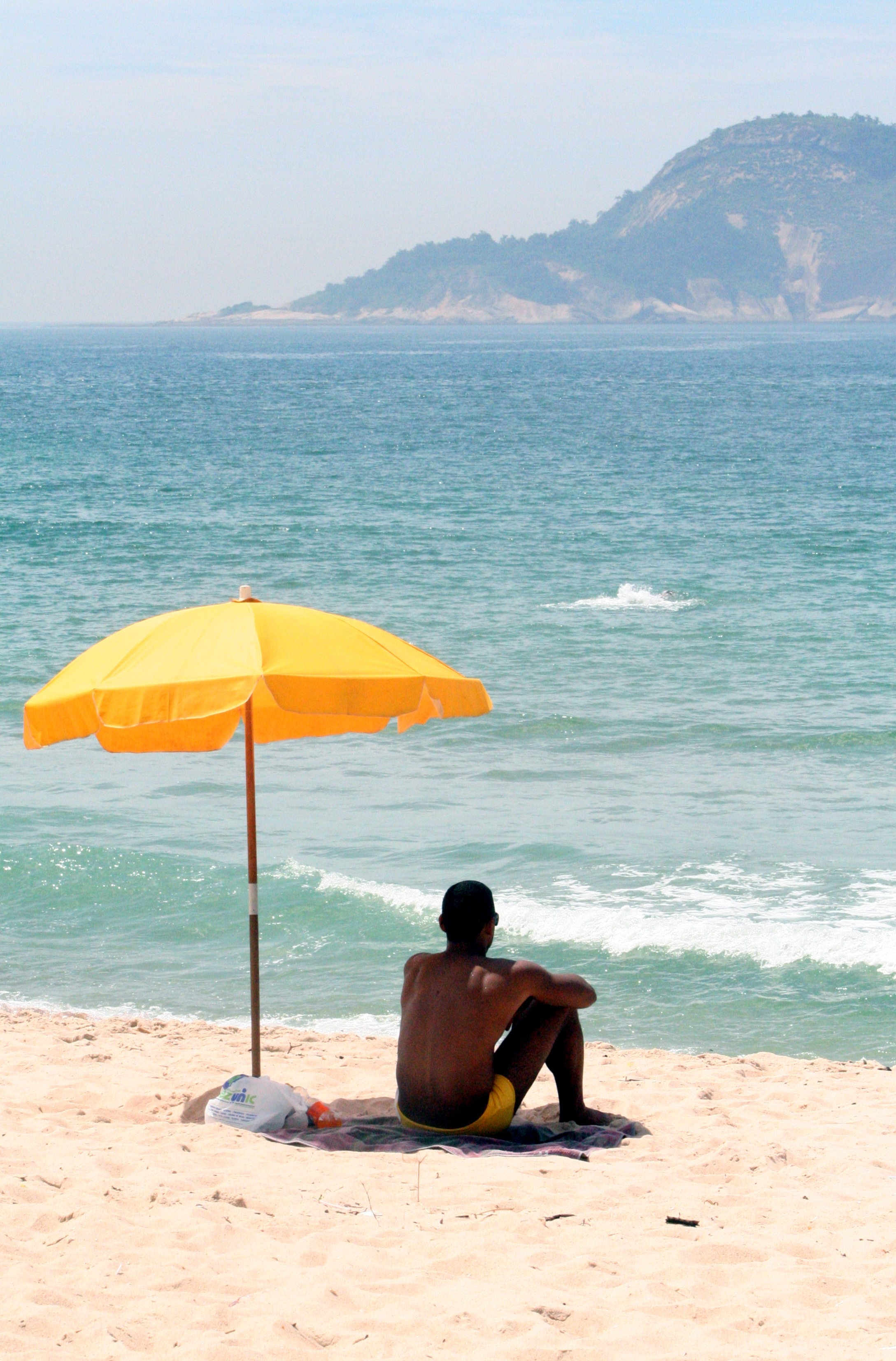
Homme sous un parasol de plage.
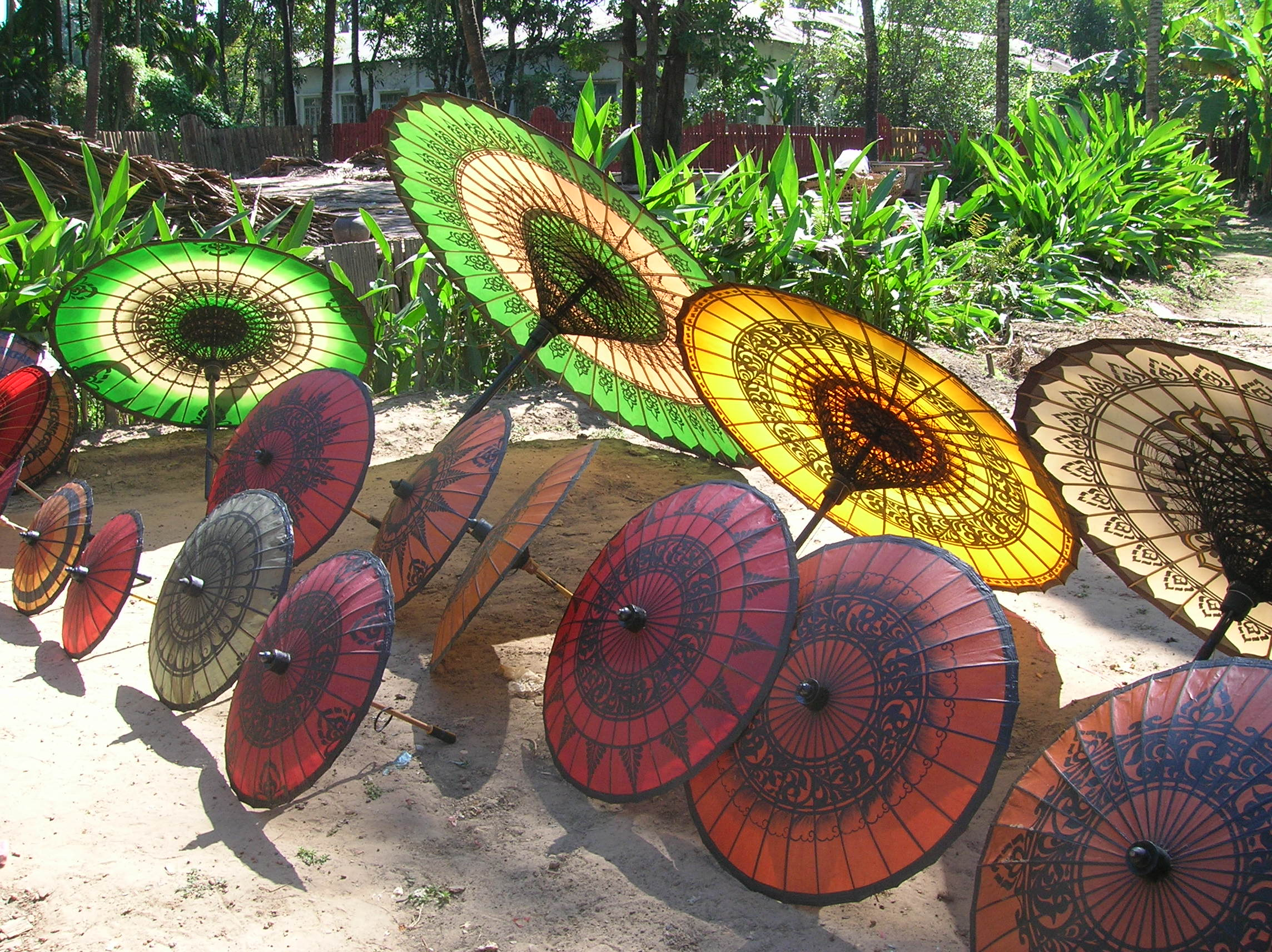
Ombrelles traditionnelles de Pathein (Birmanie).
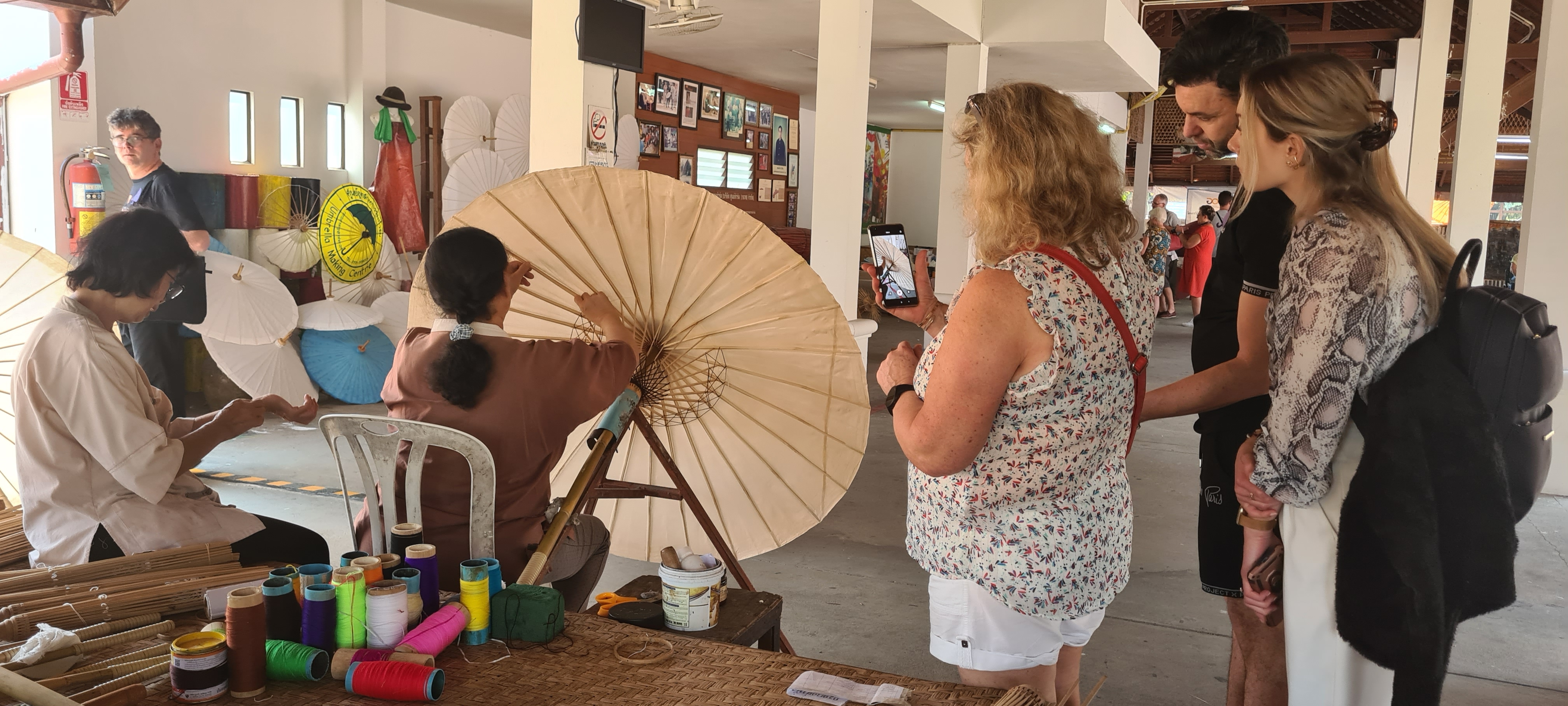
Fabrication d'ombrelles traditionnelles à Chiang Mai (Thaïlande)[3].
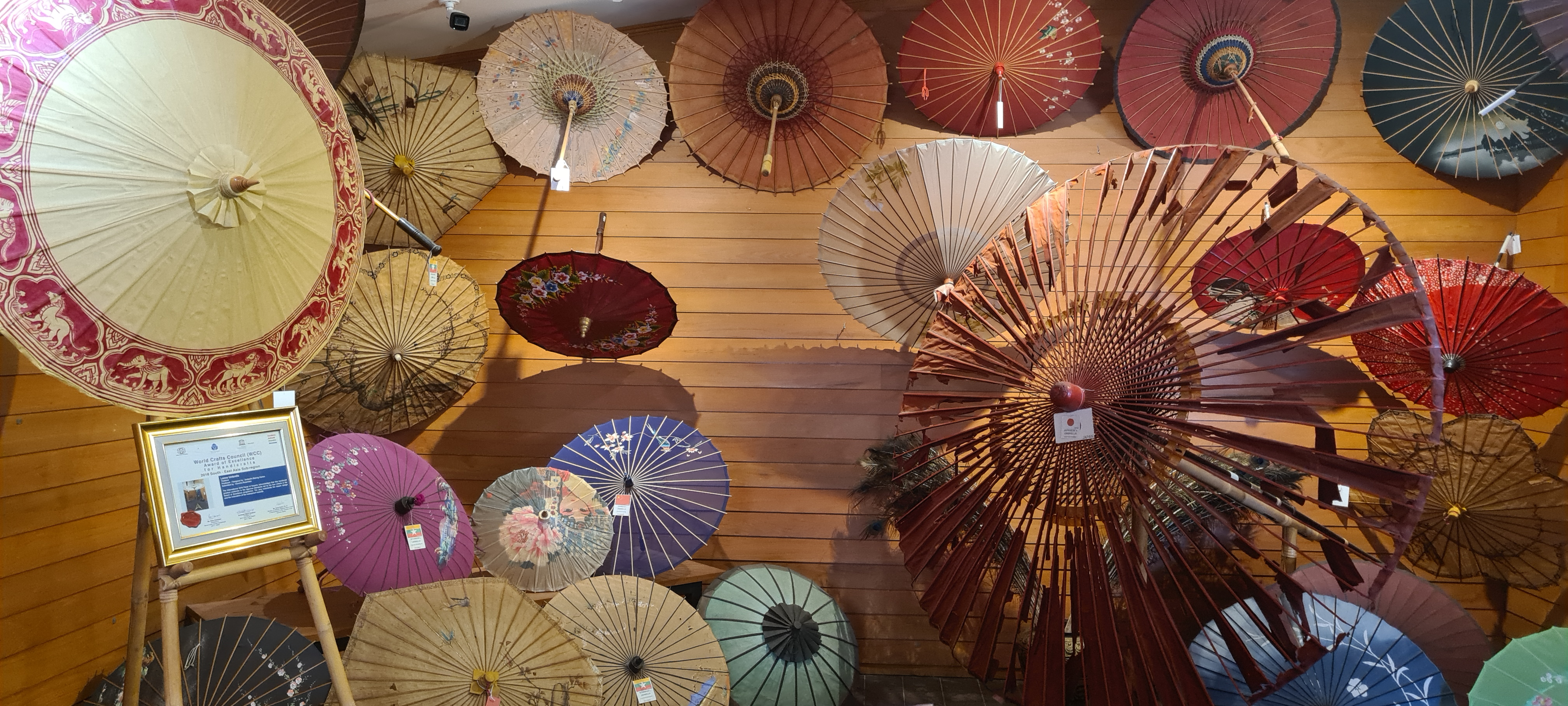
Ombrelles traditionnelles de Chiang Mai (Thaïlande)[4].
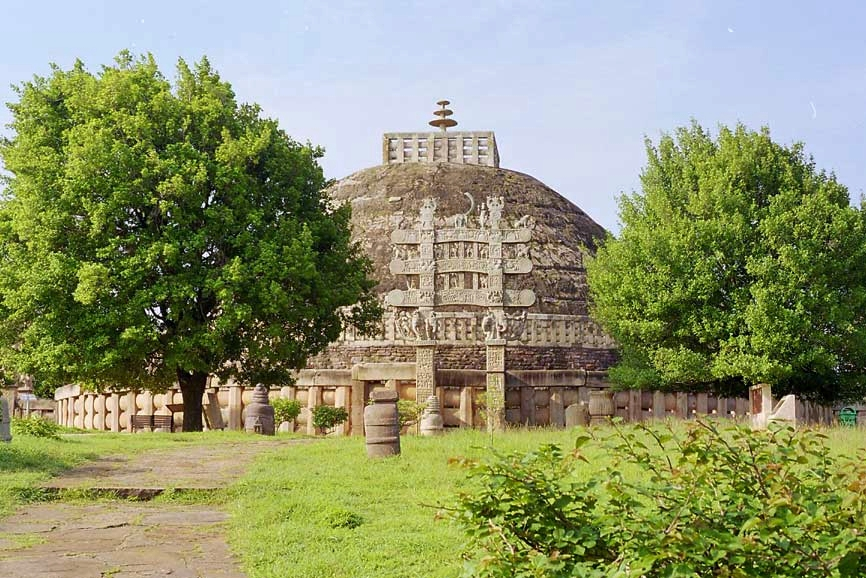
Grand stûpa de Sanchi (Inde).
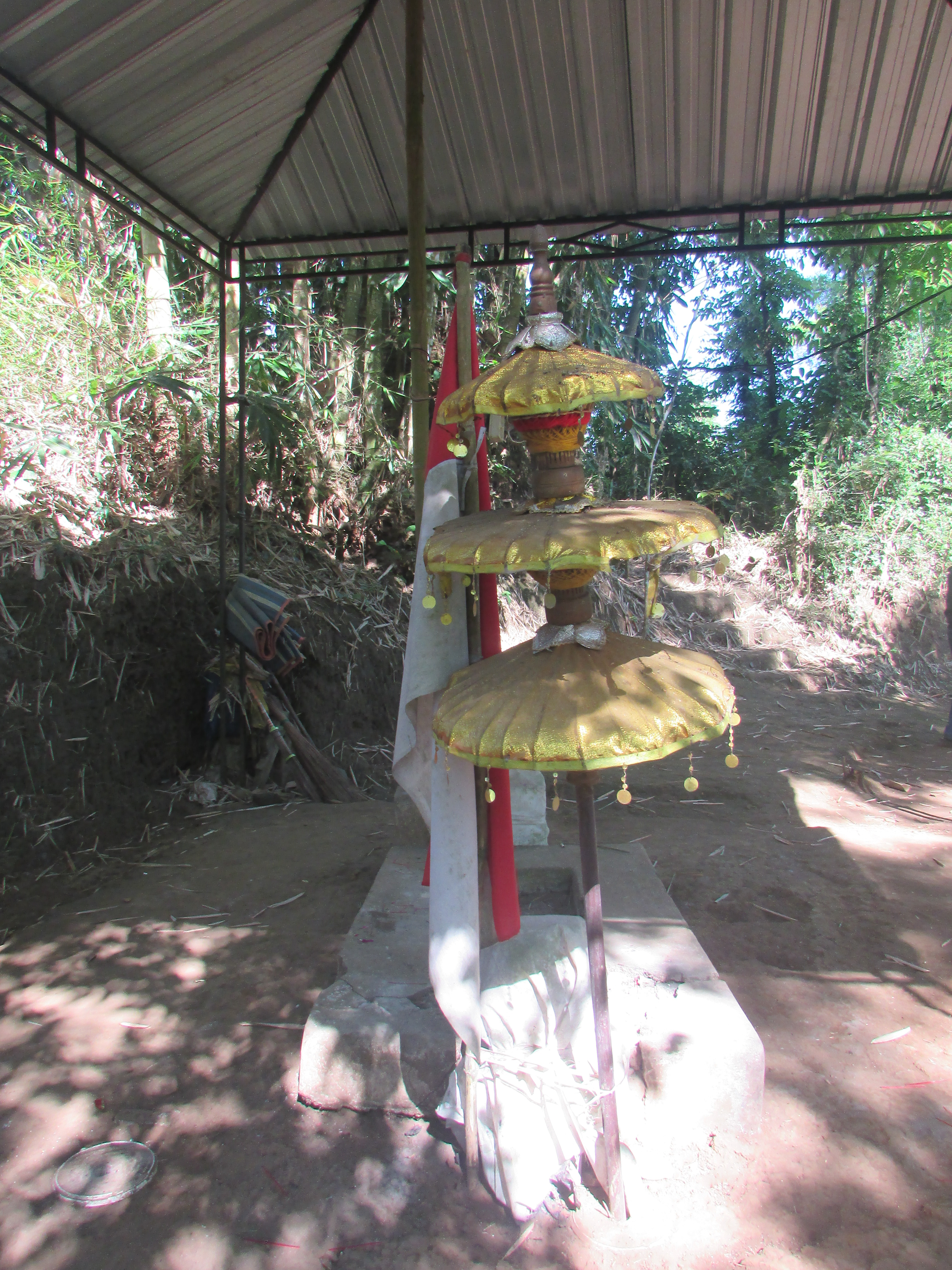
Ombrelle rituelle à Java, Indonésie
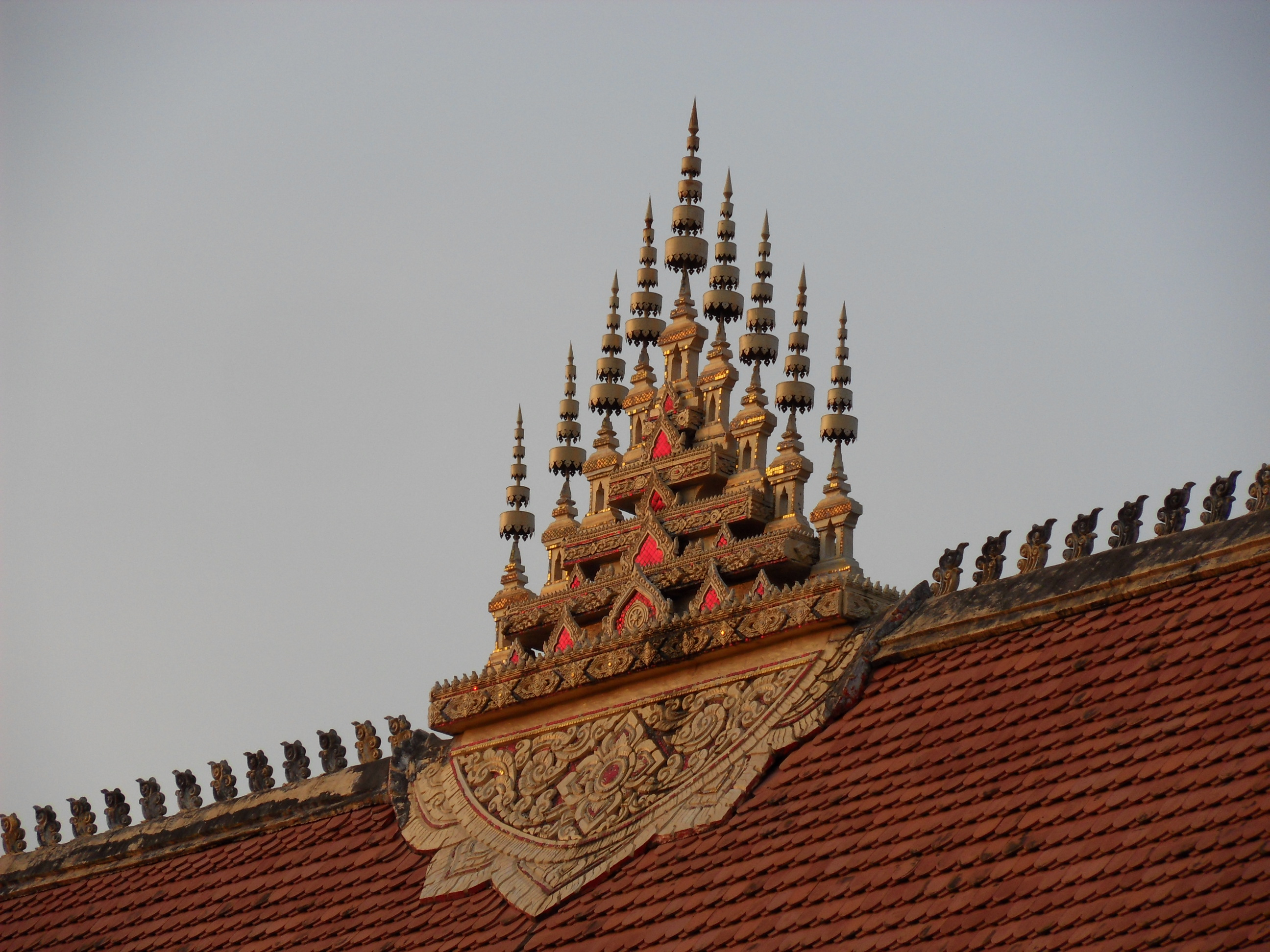
Ombrelles stylisées sur le toit du Vat Inpeng à Vientiane (Laos).

## Peintures

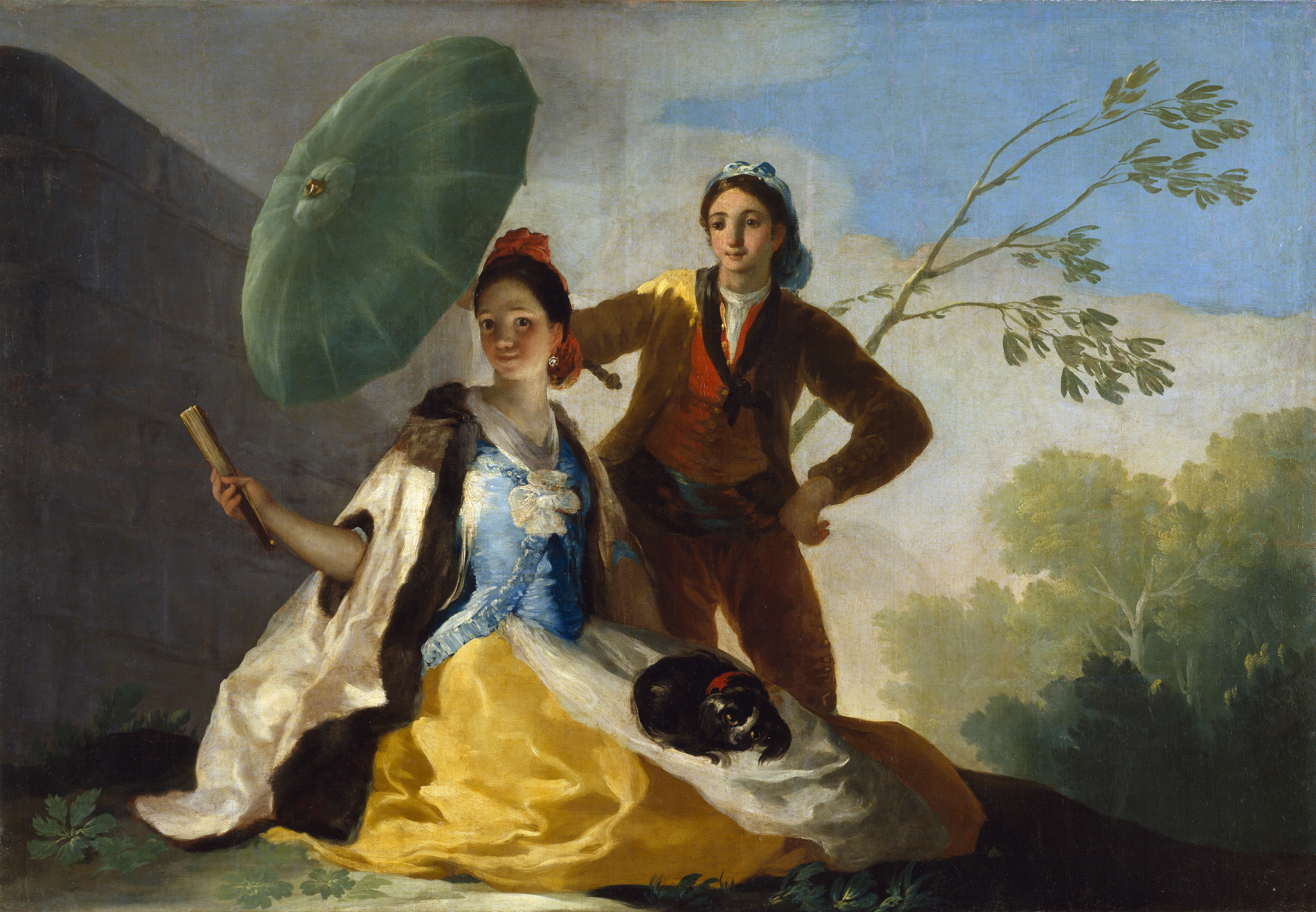
Francisco de Goya, L'Ombrelle, 1777
Carl Spitzweg, La Promenade du dimanche, 1841
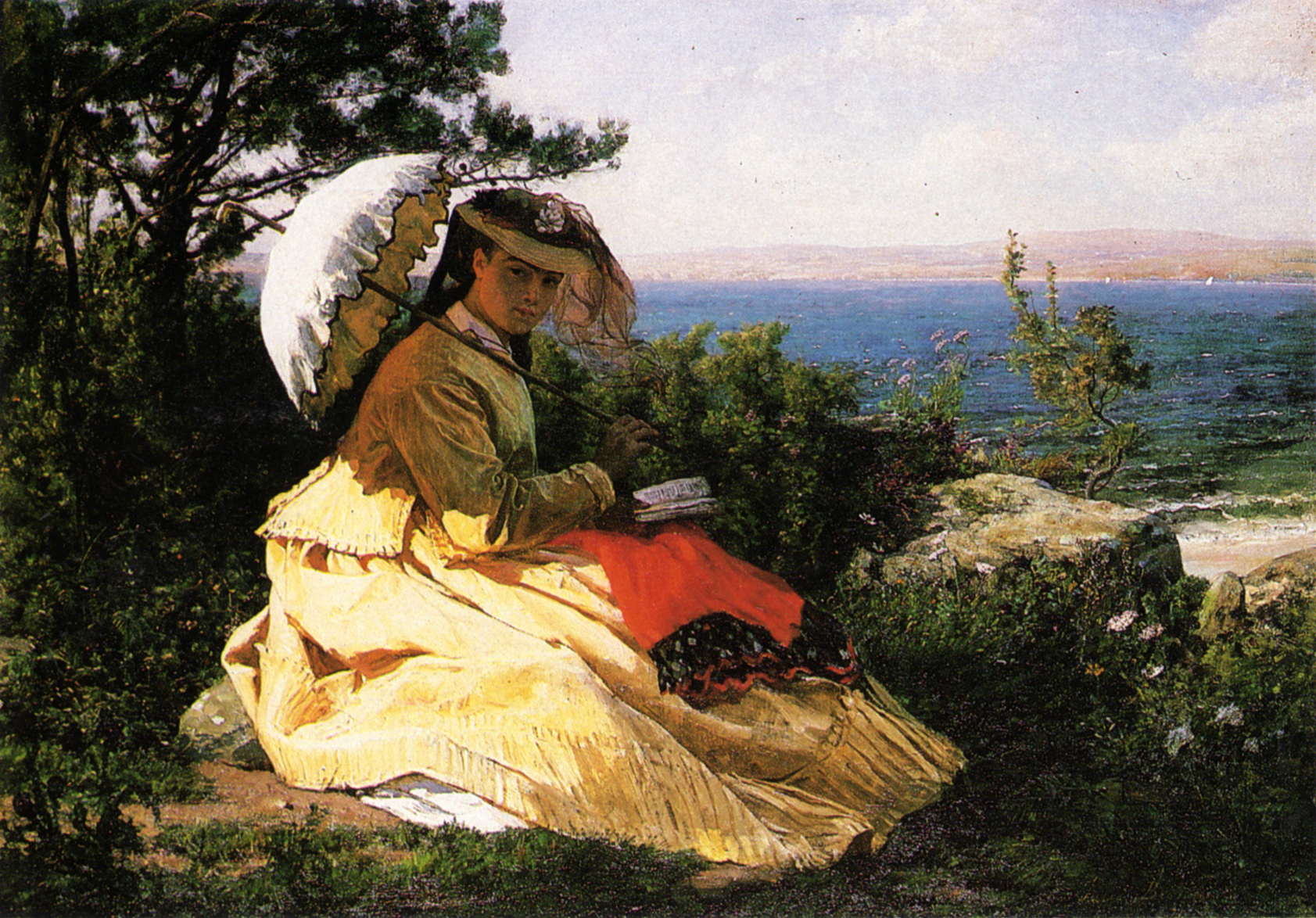
Jules Breton, Femme à l'ombrelle (Mme Breton), 1871
Édouard Manet, Le Printemps (Jeanne), 1881
Claude Monet, Femme à l'ombrelle, tournée vers la droite, 1886
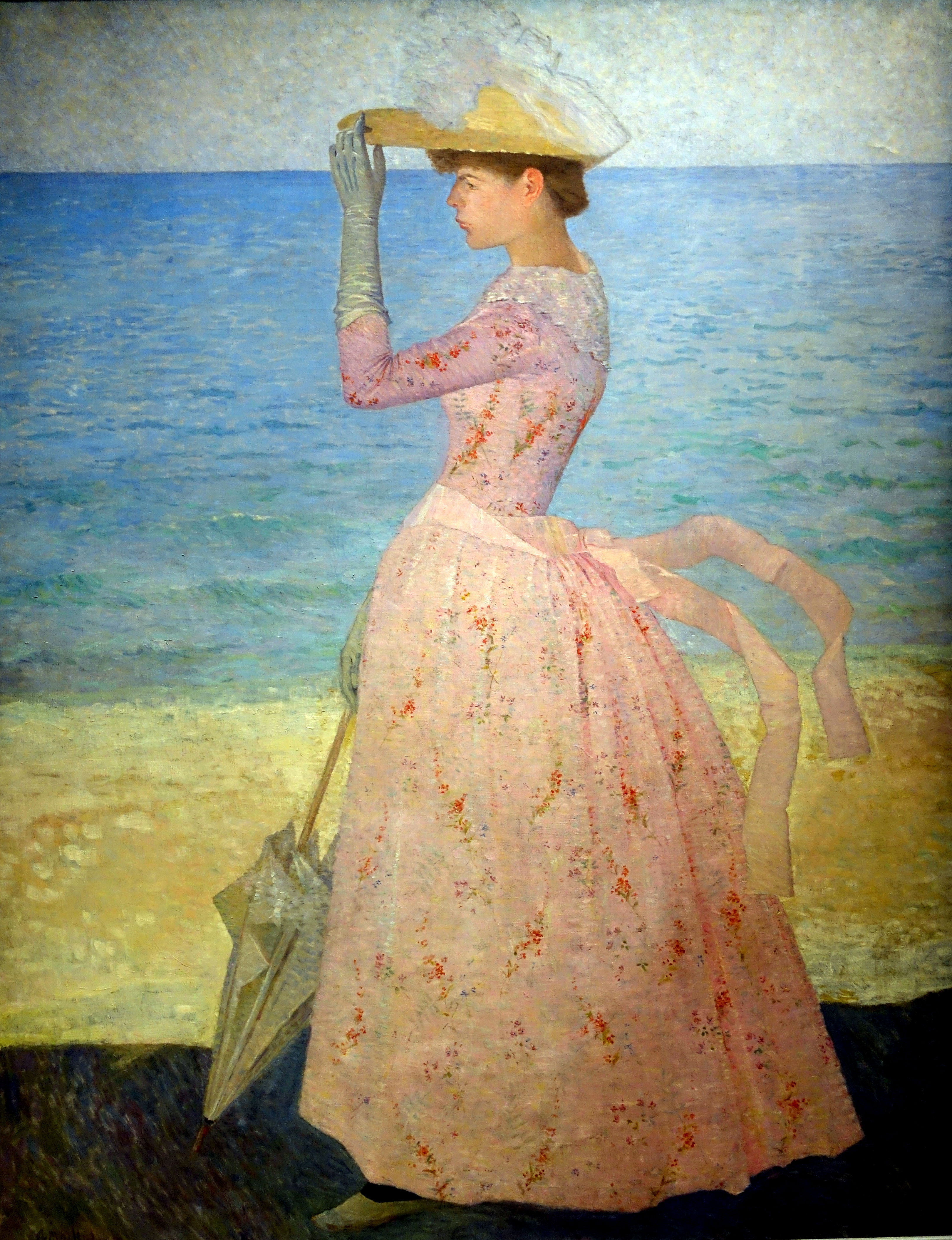
Aristide Maillol, La Femme à l'ombrelle, 1895